# Музей давньогрецьких, візантійських та пост-візантійських музичних інструментів
Музей давньогрецьких, візантійських та пост-візантійських музичних інструментів — музей музичних інструментів в історичному районі Лададіка міста Салоніки, Греція. Крім виставкової зали до складу Музею входять бібліотека, електронний архів партитур, відділ музикознавчих досліджень.

## Експозиція
В музеї експонується понад 200 музичних інструментів, які ілюструють історію грецької музики безперервно впродовж 4 000 років. Серед давньогрецьких дерев'яних інструментів немає оригіналів, замість них представлені сучасні реконструкції, які супроводжують археологічні знахідки. Сучасне відтворення музичних інструментів виконане на основі багаторічних досліджень давньогрецької кераміки, скульптури, пізніших письменних джерел. Більшість інструментів в основній експозиції музею оснащені аудіоматеріалом, аби відвідувач міг не тільки побачити, але й почути звучання інструменту.
Серед найрідкісніших експонатів: семиструнна формінга мінойської доби та авлоси 5 століття до н. е., зразки волинки, поширеної на грецьких територіях від греків Чорного моря і Фракії, матрикової Греції до Егейських островів.